# Cassida vittata
Cassida vittata es un insecto coleóptero de la familia Chrysomelidae. Se distribuye por el paleártico.